# منزل الطاحون (السبرة)

تعديل مصدري - تعديل

منزل الطاحون هي إحدى قرى عزلة مطاية بمديرية السبرة التابعة لمحافظة إب، بلغ تعداد سكانها 1053 نسمة حسب تعداد اليمن لعام 2004.